# أنطونين تريليس
انطونين تريليس (بالفرنسية: Antonin Trilles) (20 يوليو 1983 بآرل في فرنسا - ) هو لاعب كرة قدم فرنسي في مركز حراسة المرمى. لعب مع نادي أرليه أفينيون ونادي جازيليك أجاكسيو ونادي دومجاله وÉtoile FC ‏ ومارينيان جينياك كوت بلو ‏ وبانكوك يونايتد.

## روابط خارجية
- أنطونين تريليس على موقع قاعدة بيانات كرة القدم.إي يو (الإنجليزية)
- أنطونين تريليس على موقع Soccerway.com (الإنجليزية)